# Believe (季馬·比蘭歌曲)

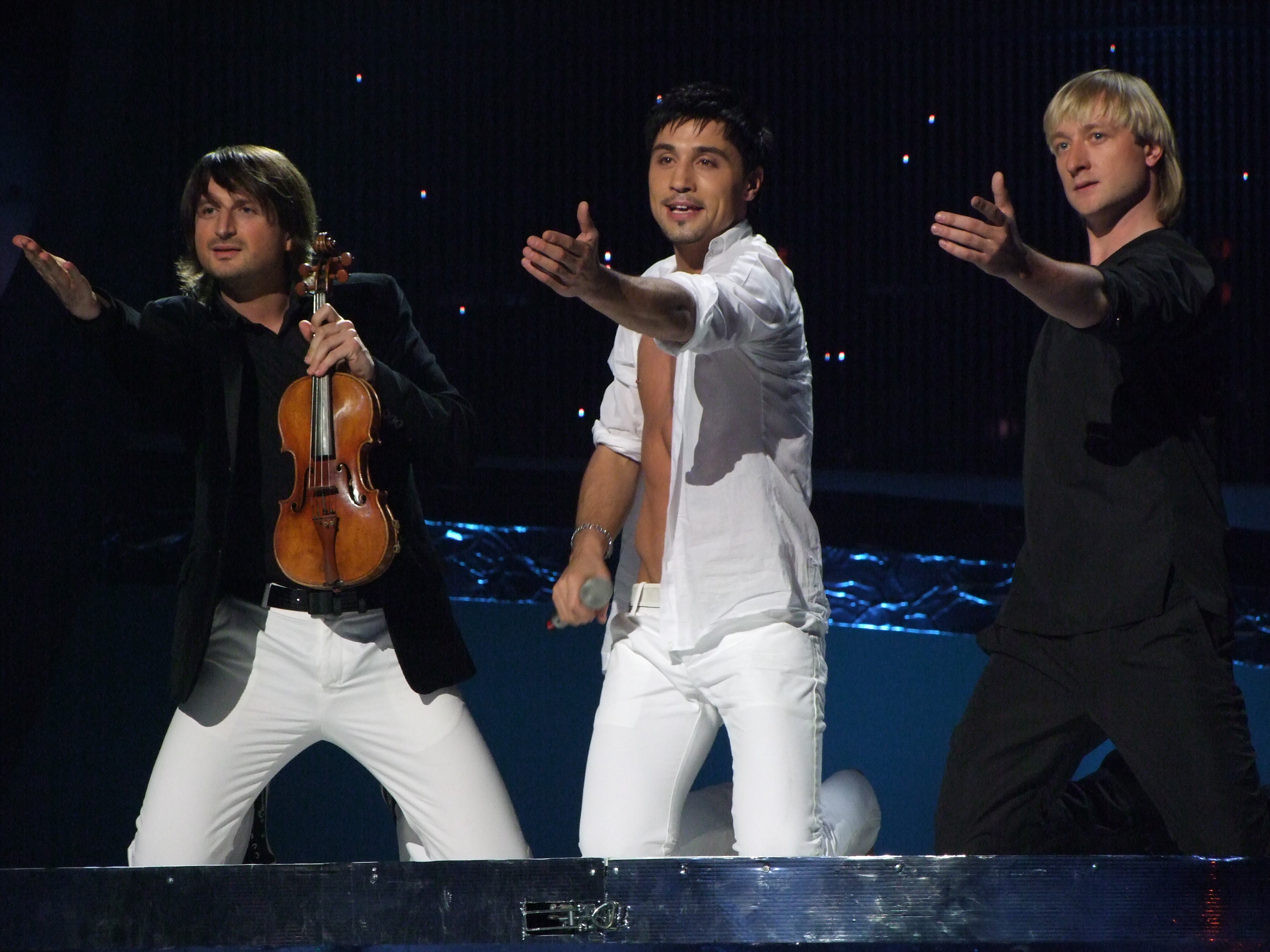
季馬·比蘭演唱〈Believe〉（2008）

《Believe》是俄羅斯歌手季馬·比蘭的一首單曲，發行於2008年5月26日。季馬·比蘭以這首歌曲代表俄羅斯參加2008年歐洲歌唱大賽，以272分獲得冠軍。